# Carcelia hectica
Carcelia hectica är en tvåvingeart som beskrevs av Speiser 1910. Carcelia hectica ingår i släktet Carcelia och familjen parasitflugor. Inga underarter finns listade i Catalogue of Life.